# Mira Potkonen
Mira Potkonen est une boxeuse finlandaise née le 17 novembre 1980 à Heinävesi. 

## Carrière
Elle remporte une médaille de bronze dans la catégorie des poids légers aux Jeux olympiques d'été de 2016 à Rio de Janeiro. Après deux victoires contre Adriana Araújo puis contre la championne olympique en titre Katie Taylor, Potkonen s'incline en demi-finale face à la chinoise Yin Junhua.